# 長生インターチェンジ
長生インターチェンジ（ながいけインターチェンジ）は、徳島県阿南市長生町に事業中の阿南安芸自動車道（桑野道路）のインターチェンジである。
阿南方面のみ利用可能なハーフインターチェンジとして整備される予定である。

## 歴史
- 2009年（平成21年）11月24日：徳島東部都市計画道路変更素案として発表。

## 周辺
- 桑野川
- 明谷梅林

## 接続する道路
- 直接接続
  - 徳島県道24号羽ノ浦福井線

## 隣
E55 阿南安芸自動車道（桑野道路）
阿南IC - 長生IC - 桑野IC